# Centaurea thracica
Centaurea thracica là một loài thực vật có hoa trong họ Cúc. Loài này được (Janka) Janka ex Gugler mô tả khoa học đầu tiên năm 1907.